# قراقوچان
قراقوچان (به ترکی استانبولی: Karakoçan)شهری است در کشور ترکیه که در استان الازیغ (خارپوت) واقع شده‌است. جمعیت این شهر بر اساس سرشماری سال ۲۰۰۸ میلادی ۱۳٬۴۸۷ نفر و بر اساس برآوردهای سال ۲۰۰۹ میلادی ۱۴٬۰۷۱ نفر می‌باشد.